# Dolopus genitalis
Dolopus genitalis là một loài ruồi trong họ Asilidae. Dolopus genitalis được Hardy miêu tả năm 1920. Loài này phân bố ở miền Australasia.